# 拷問被害者センター
拷問被害者センター（ごうもんひがいしゃセンター、英: Center for Victims of Torture、CVT) は1985年に国際的な拷問被害者の救済を目的としてミネソタ州に設立されたアメリカの非政府組織である。これは同様の施設の中では世界で3番目、アメリカでは最初のものである。
世界中から拷問の被害者を受け入れ肉体的、精神的な治療を行っている。1999年からはアメリカ政府の西アフリカ拷問被害者支援プログラムの受入れ先ともなっている。